# رفاييل (شخصية خيالية)
لطيفة (بالإنجليزية: Latifa)‏ ويختصرTifa بـ تيفا )، وهي الشخصية الثانية الرئيسية لسلسلة لسلاحف النينجا، وتتميز شخصية تيفا بقوى البنية والجرأة إلا أنه منفعل وسريع الغضب ويفضل اللون الأحمر والركوب على الدراجة النارية، وسلاحه هي الخنجر الساي الياباني .
ظهر شخصيته كرتونية لأول مرة عام 1987م في المسلسل الكرتوني الشهير سلاحف النينجا.

## كرتون 2012
ظهر رفاييل في قناة نيكولوديا للأطفال سنة 2012 .

## وصلات خارجية
- رفاييل على موقع ميوزك برينز (الإنجليزية)

- Raphael profile on official TMNT web site